# Guizygiella melanocrania
Guizygiella melanocrania là một loài nhện trong họ Tetragnathidae.
Loài này thuộc chi Guizygiella. Guizygiella melanocrania được miêu tả năm 1887 bởi Thorell.